# Erik Janža
Erik Janža (Maribor, 21 giugno 1993) è un calciatore sloveno, difensore del Górnik Zabrze e della nazionale slovena.

## Caratteristiche tecniche
È un terzino sinistro.

## Carriera

### Club
Dopo aver concluso la trafila nel settore giovanile del Mura, all'età di 16 anni entra in prima squadra. Debutta da professionista l'8 agosto 2016, nella prima giornata di Druga Liga,seconda divisione del campionato sloveno, nel pareggio interno per 1-1 contro l'Interblock. Il 29 maggio realizza la sua prima rete da professionista, nella vittoria esterna per 4-6 in casa del Dob. Conclude la sua prima stagione con un bilancio di 25 presenze e una rete in campionato.
Grazie al terzo posto in classifica della stagione precedente, nel 2017-2018 il Mura gioca per la prima volta in Prva Liga, massima divisione del campionato sloveno di calcio. Janža debutta il 17 luglio nella vittoria interna per 1-0 contro il Capodistria. La sua terza stagione inizia con il debutto nelle competizioni europee, il 5 luglio nei preliminari di Europa League, nella partita terminata a reti inviolate in casa del Baku. Il 15 luglio debutta anche in campionato, nel pareggio interno (1-1) contro il Rudar Velenje. Il 19 settembre debutta in Coppa di Slovenia, nella sconfitta interna (0-3) contro l'Olimpia Lubiana.
Nel 2013 si trasferisce al Domžale, dove rimane per un biennio, per poi giocare nel Maribor nel 2015-2016, annata in cui si aggiudica la Coppa di Slovenia. Dopo una fugace esperienza con i cechi del Viktoria Plzeň nel 2017, milita nel campionato cipriota con la maglia del Pafos, per poi passare ai croati dell'Osijek nel 2018. Nel 2019 si sposta in Polonia nelle file del Górnik Zabrze, di cui diviene dopo qualche anno il capitano.

### Nazionale
Dopo aver vestito la maglia della  nazionale slovena Under-21, il 18 novembre 2014 esordisce con la nazionale maggiore slovena in amichevole contro la Colombia, vittoriosa per 1-0. Viene convocato per il campionato d'Europa 2024, dove va in gol all'esordio, nella partita pareggiata per 1-1 contro la Danimarca.

## Palmarès

### Club

#### Competizioni nazionali
- Coppa di Slovenia: 1

Maribor: 2015-2016